# William and Kate
William and Kate is een Amerikaanse, biografische, romantische televisiefilm uit 2011 van Mark Rosman. De film gaat over de liefdesrelatie van prins William en Kate Middleton vanaf het moment dat ze elkaar ontmoetten op de Sint Andrews Universiteit in Schotland tot en met het moment dat William Kate ten huwelijk vraagt in Kenia. De film was voor het eerst te zien op 18 april 2011, elf dagen voor het huwelijk tussen de twee.

## Rolverdeling
| Acteur                 | Personage                    | Opmerkingen   |
| ---------------------- | ---------------------------- | ------------- |
| Camilla Luddington     | Kate Middleton               |               |
| Nico Evers-Swindell    | Prins William                |               |
| Ben Cross              | Prins Charles                | Vader William |
| Justin Hanlon          | Prins Harry                  | Broer William |
| Serena Scott Thomas    | Carole Middleton             | Moeder Kate   |
| Christopher Cousins    | Mike Middleton               | Vader Kate    |
| Mary Elise Hayden      | Pippa Middleton              | Zus Kate      |
| Calvin Goldspink       | James Middleton              | Broer Kate    |
| Samantha Whittaker     | Olivia Martin                |               |
| Jonathan Patrick Moore | Ian Musgrave                 |               |
| Richard Reid           | Derek Rogers                 |               |
| Trilby Glover          | Margaret Hemmings-Wellington |               |
| Louise Linton          | Vanessa Rose Bellows         |               |
| Theo Cross             | Trevor                       |               |
| Victoria Tennant       | Celia                        |               |